# Order Franciszka Skaryny
Order Franciszka Skaryny (biał. Ордэн Францыска Скарыны, ros. Орден Франциска Скорины) – białoruskie odznaczenie państwowe.

## Historia
Odznaczenie zostało ustanowione ustawą Rady Najwyższej Republiki Białoruskiej nr 3726 - XII z dnia 13 kwietnia 1995 roku art. 8 pkt. 7. Ustawa ta określała, że order ten jest nadawany osobom za wybitne osiągnięcia w działalności humanitarnej i charytatywna, działaniach mających na celu ożywienie narodowo-państwowej postawy w społeczeństwie, działaniach w ochrony godności i praw człowieka oraz praw obywateli Białorusi. Patronem tego odznaczenia jest wybitny humanista białoruski z XVI wieku Franciszek Skaryna.
W dniu 6 września 1999 roku dekretem Prezydenta Białorusi nr 516 określono jego wygląd, a w dniu 18 maja 2004 r. Ustawą Prezydenta Białorusi nr 288-3 uchylono ustawę z 1995 roku, zachowując na podstawie art. 4 to odznaczenie, a w art. 12 ustalono za jakie zasługi jest nadawany.
Pierwsze nadanie miało miejsce w 18 lutego 1997 roku.

## Zasady nadawania
Order posiada jeden stopień i jest nadawany zasłużonym osobom za wybitne osiągnięcia w działalności państwowotwórczej i społecznej, a zwłaszcza:
- za znaczący wkład w działania mające na celu ożywienie ducha narodowego i państwowego, wybitne prace w dziedzinie badania historii Białorusi, działania mające na celu rozwój języka narodowego, literatury, sztuki, wydawaniu książek, rozwoju działalności kulturalnej i edukacyjnej oraz promowanie dziedzictwa kulturowego narodu białoruskiego;
- za wybitne osiągnięcia w dziedzinie działalności humanitarnej, charytatywnej, działaniach w zakresie ochrony godności ludzkiej, praw człowieka i obywatela oraz promowania miłości i innych dobrych uczynków[3].

Odznaczenie jest nadawane przez Prezydenta Białorusi.
Do chwili obecnej odznaczeniem tym wyróżniono 246 osób i Kompleks muzealny Twierdza Brześć - Bohater.

## Opis odznaki
Odznaka odznaczenia jest wykonana ze srebra i pozłacana. Odznaką jest czteroramienna gwiazda, na którą nałożona jest okrągła tarcza. Na tarczy znajduje się popiersie Franciszka Skaryny, poniżej niego wieniec z liści laurowych. Na końcach ramion gwiazdy umieszczone są wstążki pokryte emalią koloru ciemnoniebieskiego a na nich złoty napis w języku białoruskim ФРАНЦЫСК ГЕОРГIЙ СКАРЫНА (pol. Franciszek Georgij Skaryna), na dolnym ramieniu natomiast kokarda emaliowana na biało z ciemnoniebieskim paskiem w środku, pomiędzy ramionami gwiazdy znajduje się wstążka koloru białego z ciemnoniebieskim paskiem w środku. Rewers odznaki jest gładki z numerem odznaczenia.
Odznaka zawieszona na wstędze orderowej i noszona jest na szyi. Baretka orderu jest koloru ciemnoniebieskiego.